# Приходько Іван Сергійович
Іван Сергійович Приходько (25 жовтня 1970 року, Донецьк) — колишній український проросійський державний і громадський діяч, колаборант, т.в.о. голови «адміністрації» тимчасово окупованого російськими терористами міста Горлівки з 14 липня 2016 року. Голова «адміністрації» тимчасової окупаційної влади Куйбишевського району Донецька (2015—2016), голова «адміністрації» Київського і Куйбишевського району Донецька (2014—2015).
Нагороджений нагородами терористичного угруповання ДНР.

## Життєпис
Народився 25 жовтня 1970 року в Донецьку .
Трудову діяльність розпочав 1987 року у Воєнторгу № 288 учнем майстра. 1989 року працював слюсарем-ремонтником в Донецькому виробничому вовняному об'єднанні «ДОНСУКНО». Протягом трьох років став старшим майстром, а потім начальником РМЦ.
1992 року став комерційним директором МКП «Зодіак». З 1992 по 1996 рік — заступник директора в МКП «Віктор». 1995 року вступив до Донецької академію будівництва та архітектури на спеціальність «Промислове та цивільне будівництво» і закінчив її, захистивши диплом інженера-будівельника. З 1997 по 1999 рік працював водієм в компанії Індустріальний союз Донбасу.
1999 став начальником відділ компанії «Донгороборудование». У 2005—2006 роках — заступник директора в ТОВ Комерційно-виробничої компанії «Алкор».

## Державна служба

### Україна
З 2006 року на державній службі — заступник голови ради з питань діяльності виконавчих органів в Куйбишевському районній раді м Донецька.
З 2009 по 2010 рік перший заступник директора в Запорізькій філії ДП «Нафтогазмережі» Нафтогазу України.
З 2010 до 2013 року заступник голови Куйбишевського районного ради в Донецьку з питань діяльності виконавчих органів влади. 2012 отримав ступінь магістра менеджменту організацій в Донецькому державному університеті управління .
З лютого 2013 по жовтень 2014 року — заступник голови ради з питань діяльності виконавчих органів ради у Ворошиловському районі Донецька.

### ДНР
З 16 жовтня 2014 року — глава «адміністрації» Київського і Куйбишевського районів Донецька.
14 липня 2016 року — т.в.о. голови «адміністрації» тимчасово окупованої Горлівки.
4 червня 2018 року — глава «адміністрації» Горлівка.

## Сім'я
Дружина — Олена Станіславівна Приходько; два сина — Станіслав (1998) та Іван (2007).